# Cunfin
Cunfin è un comune francese di 220 abitanti situato nel dipartimento dell'Aube nella regione del Grand Est.

## Società

### Evoluzione demografica
Abitanti censiti

### Héraldique
- Message d'attention : Faux Blason pour Cunfin affiché sur cette page et circulant sur internet